# Grand Prix Herning 2021
Grand Prix Herning 2021 var den 27. udgave af det danske cykelløb Grand Prix Herning. Det 196,7 km lange linjeløb blev kørt den 29. maj 2021 med start og mål i Herning. Løbet var en del af UCI Europe Tour 2021. Den oprindelige 27. udgave blev i 2020 aflyst på grund af coronaviruspandemien.
Mads Østergaard Kristensen fra ColoQuick Cycling vandt løbet foran Magnus Bak Klaris fra Team CO:PLAY-Giant. Niklas Larsen fra norske Uno-X Pro Cycling Team tog sig af tredjepladsen.

## Resultat
| \| Samlede stilling \| Samlede stilling \| Samlede stilling \| Samlede stilling \| Samlede stilling \| \| Rytter \| Rytter \| Hold \| Tid \| \| \| ---------------- \| -------------------------- \| ----------------------------------- \| ---------------- \| ---------------- \| \| 1. \| Mads Østergaard Kristensen \| ColoQuick \| 4t 26' 21" \| \| \| 2. \| Magnus Bak Klaris \| CO:PLAY-Giant \| + 0" \| \| \| 3. \| Niklas Larsen \| Uno-X Pro Cycling Team \| + 2" \| \| \| 4. \| Nicolai Brøchner \| ColoQuick \| + 3" \| \| \| 5. \| Elmar Reinders \| Riwal Cycling Team \| + 3" \| \| \| 6. \| Nils Lau Nyborg Broge \| BHS-PL Beton Bornholm \| + 4" \| \| \| 7. \| Daniel Stampe \| CO:PLAY-Giant \| + 5" \| \| \| 8. \| Nick van der Lijke \| Riwal Cycling Team \| + 5" \| \| \| 9. \| Tobias Kongstad \| Riwal Cycling Team \| + 7" \| \| \| 10. \| Thomas Joseph \| Tarteletto-Isorex \| + 7" \| \| \| 11. \| Mathias Larsen \| Restaurant Suri-Carl Ras \| + 8" \| \| \| 12. \| Adam Holm Jørgensen \| BHS-PL Beton Bornholm \| + 8" \| \| \| 13. \| Sebastian Ryttersgaard \| Team Sparekassen Vendsyssel Aalborg \| + 8" \| \| \| 14. \| Robin Lowik \| Allinq-Krush-De IJsselstreek \| + 8" \| \| \| 15. \| Jeppe Aaskov Pallesen \| ColoQuick \| + 8" \| \| |                            |                                     |            |
| |                            |                                     |            |
| Kilde: ProCyclingStats |                            |                                     |            |
| Samlede stilling |                            |                                     |            |
| Rytter | Rytter                     | Hold                                | Tid        |
| 1. | Mads Østergaard Kristensen | ColoQuick                           | 4t 26' 21" |
| 2. | Magnus Bak Klaris          | CO:PLAY-Giant                       | + 0"       |
| 3. | Niklas Larsen              | Uno-X Pro Cycling Team              | + 2"       |
| 4. | Nicolai Brøchner           | ColoQuick                           | + 3"       |
| 5. | Elmar Reinders             | Riwal Cycling Team                  | + 3"       |
| 6. | Nils Lau Nyborg Broge      | BHS-PL Beton Bornholm               | + 4"       |
| 7. | Daniel Stampe              | CO:PLAY-Giant                       | + 5"       |
| 8. | Nick van der Lijke         | Riwal Cycling Team                  | + 5"       |
| 9. | Tobias Kongstad            | Riwal Cycling Team                  | + 7"       |
| 10. | Thomas Joseph              | Tarteletto-Isorex                   | + 7"       |
| 11. | Mathias Larsen             | Restaurant Suri-Carl Ras            | + 8"       |
| 12. | Adam Holm Jørgensen        | BHS-PL Beton Bornholm               | + 8"       |
| 13. | Sebastian Ryttersgaard     | Team Sparekassen Vendsyssel Aalborg | + 8"       |
| 14. | Robin Lowik                | Allinq-Krush-De IJsselstreek        | + 8"       |
| 15. | Jeppe Aaskov Pallesen      | ColoQuick                           | + 8"       |

## Grusvejsstykker
| Grusvej nr. | Kørte km | Km tilbage | Kat. | Vej                  | Længde i km |
| ----------- | -------- | ---------- | ---- | -------------------- | ----------- |
| 16          | 12,83    | 176,56     | 2    | Asbjergvej           | 0,74        |
| 15          | 29,31    | 165,63     | 1    | Røddinglundvej       | 3,10        |
| 14          | 42,28    | 147,11     | 1    | Nygårdsvej           | 2,31        |
| 13          | 52,45    | 136,94     | 2    | Skovbyvej            | 1,93        |
| 12          | 79,38    | 110,01     | 3    | Hveddevej            | 1,20        |
| 11          | 89,82    | 99,57      | 3    | Lavlundvej           | 0,70        |
| 10          | 98,11    | 91,28      | 3    | Brandholmvej         | 0,68        |
| 9           | 101,63   | 87,76      | 0    | Den Gyldne Middelvej | 1,34        |
| 8           | 109,58   | 79,81      | 3    | Nørregårdsvej        | 1,00        |
| 7           | 115,29   | 74,1       | 2    | Sandfeldvej          | 2,90        |
| 6           | 122,46   | 66,93      | 1    | Gottenborgvej        | 2,47        |
| 5           | 128,83   | 60,56      | 1    | Høgildgårdvej        | 3,76        |
| 4           | 151,46   | 37,93      | 2    | Femhøj               | 1,73        |
| 3           | 158,63   | 30,76      | 2    | Frølundvej           | 0,86        |
| 2           | 161,21   | 28,18      | 1    | "En markvej"         | 1,96        |
| 1           | 170,26   | 19,13      | 3    | "En grussti"         | 0,62        |

## Hold og ryttere
163 ryttere var på startlisten, hvoraf 160 stillede til start. Der var 25 deltagende hold og ryttere fra 15 forskellige nationer. 74 ryttere gennemførte løbet.
| UCI ProTeam- Uno-X Pro Cycling Team UCI Kontinentalhold (11)- À Bloc CT - BHS-PL Beton Bornholm - ColoQuick - Coop - HRE Mazowsze Serce Polski - Restaurant Suri-Carl Ras - Riwal - Tarteletto-Isorex - Topforex ATT Investments - Dauner-AKKON - Start Cycling Team DCU Elite Teams (8)- Bache-JS.dk - CO:PLAY-Giant - Give Elementer - Herning CK Elite - IBT-BH Carl Ras - O.B. Wiik-Dan Stillads - Sparekassen Vendsyssel Aalborg - Kvickly Odder Elite Amatørcykelhold- Sweden Cycling Academy Regional- og klubhold (4)- Team ABC Elite - WV De IJsselstreek - Cykling Odense - Willebrord Wil Vooruit |
| |

| Nationer                                            | Antal ryttere |
| --------------------------------------------------- | ------------- |
| Danmark                                             | 89            |
| Holland                                             | 21            |
| Sverige                                             | 11            |
| Norge                                               | 9             |
| Belgien, Tyskland                                   | 7             |
| Polen                                               | 6             |
| Tjekkiet                                            | 5             |
| Slovakiet                                           | 2             |
| Argentina, Australien, Chile, Mexico, Rumænien, USA | 1             |

### Startliste
| Riwal Cycling Team RIW | Riwal Cycling Team RIW         | Riwal Cycling Team RIW |
| ---------------------- | ------------------------------ | ---------------------- |
| Nr.                    | Rytter                         | Placering              |
| 1                      | Kim Magnusson (SWE) (landevej) | 68.                    |
| 2                      | Nick van der Lijke (NED)       | 8.                     |
| 3                      | Lucas Eriksson (SWE)           | 69.                    |
| 4                      | Tobias Kongstad (DEN)          | 9.                     |
| 5                      | Jesper Schultz (DEN)           | 64.                    |
| 6                      | Elmar Reinders (NED)           | 5.                     |
| 7                      | Morten Nørtoft (DEN)           | DNF                    |

| Uno-X Pro Cycling Team UXT | Uno-X Pro Cycling Team UXT  | Uno-X Pro Cycling Team UXT |
| -------------------------- | --------------------------- | -------------------------- |
| Nr.                        | Rytter                      | Placering                  |
| 11                         | Syver Wærsted (NOR)         | DNF                        |
| 12                         | Kristian Kulset (NOR)       | 47.                        |
| 13                         | Morten Hulgaard (DEN)       | 52.                        |
| 14                         | Frederik Rodenberg (DEN)    | 30.                        |
| 15                         | Niklas Larsen (DEN)         | 3.                         |
| 16                         | Iver Skaarseth (NOR)        | 27.                        |
| 17                         | Johan Price-Pejtersen (DEN) | 41.                        |

| ColoQuick TCQ | ColoQuick TCQ                    | ColoQuick TCQ |
| ------------- | -------------------------------- | ------------- |
| Nr.           | Rytter                           | Placering     |
| 21            | Mads Andersen (DEN)              | 71.           |
| 22            | William Blume Levy (DEN)         | 66.           |
| 23            | Mads Østergaard Kristensen (DEN) | 1.            |
| 24            | Frederik Muff (DEN)              | 38.           |
| 25            | Oliver Wulff Frederiksen (DEN)   | 53.           |
| 26            | Nicolai Brøchner (DEN)           | 4.            |
| 27            | Jeppe Aaskov Pallesen (DEN)      | 15.           |

| BHS-PL Beton Bornholm BPC | BHS-PL Beton Bornholm BPC   | BHS-PL Beton Bornholm BPC |
| ------------------------- | --------------------------- | ------------------------- |
| Nr.                       | Rytter                      | Placering                 |
| 31                        | Martin Toft Madsen (DEN)    | DNF                       |
| 32                        | Joshua Gudnitz (DEN)        | 65.                       |
| 33                        | Mads Rahbek (DEN)           | 26.                       |
| 34                        | Emil Toudal (DEN)           | 22.                       |
| 35                        | Nils Lau Nyborg Broge (DEN) | 6.                        |
| 36                        | Adam Holm Jørgensen (DEN)   | 12.                       |
| 37                        | Benjamin Hertz (DEN)        | 62.                       |

| Restaurant Suri-Carl Ras SCC | Restaurant Suri-Carl Ras SCC | Restaurant Suri-Carl Ras SCC |
| ---------------------------- | ---------------------------- | ---------------------------- |
| Nr.                          | Rytter                       | Placering                    |
| 41                           | Mathias Larsen (DEN)         | 11.                          |
| 42                           | Sebastian Nielsen (DEN)      | DNF                          |
| 43                           | Peter Busk                   | DNF                          |
| 44                           | Sebastian Fini               | DNF                          |
| 45                           | Rasmus Hestbek Lund          | DNF                          |
| 46                           | Nils Eigil Bradtberg         | DNF                          |
| 47                           | Julius Nowak Dalner          | DNF                          |

| Herning CK Elite ___ | Herning CK Elite ___        | Herning CK Elite ___ |
| -------------------- | --------------------------- | -------------------- |
| Nr.                  | Rytter                      | Placering            |
| 51                   | Casper Kaysen               | DNF                  |
| 52                   | Rasmus Byriel Iversen (DEN) | 37.                  |
| 53                   | Jonas Nordal Jakobsen       | DNF                  |
| 54                   | Emil Vinther Schmidt        | DNF                  |
| 55                   | Mads Mosevang Pedersen      | DNF                  |
| 56                   | Jannik Nedergaard Nielsen   | DNF                  |
| 57                   | Rasmus Madsen               | DNF                  |

| O.B. Wiik-Dan Stillads ___ | O.B. Wiik-Dan Stillads ___    | O.B. Wiik-Dan Stillads ___ |
| -------------------------- | ----------------------------- | -------------------------- |
| Nr.                        | Rytter                        | Placering                  |
| 61                         | Peter Haslund (DEN)           | 33.                        |
| 62                         | Luis Carl Jørgensen           | DNF                        |
| 63                         | Mads Søgaard Mondrup          | 61.                        |
| 64                         | Frederik Uhre                 | DNF                        |
| 65                         | Jannik Ljungdahl              | DNF                        |
| 66                         | Kasper Due Kaspersen          | DNF                        |
| 67                         | Rasmus Søjberg Pedersen (DEN) | 57.                        |

| Give Elementer ___ | Give Elementer ___         | Give Elementer ___ |
| ------------------ | -------------------------- | ------------------ |
| Nr.                | Rytter                     | Placering          |
| 71                 | Thomas Bilde               | DNS                |
| 72                 | Jakob Bødker               | 58.                |
| 73                 | Jeppe Falk-Kristensen      | DNF                |
| 74                 | Jeppe Tolbøll              | DNF                |
| 75                 | Gustav Frederik Dahl (DEN) | 63.                |
| 76                 | Anders Bruun               | DNF                |

| Willebrord Wil Vooruit ___ | Willebrord Wil Vooruit ___ | Willebrord Wil Vooruit ___ |
| -------------------------- | -------------------------- | -------------------------- |
| Nr.                        | Rytter                     | Placering                  |
| 81                         | Christian Gorm Albrechtsen | DNF                        |
| 82                         | Kelvin Bakx (NED)          | 54.                        |
| 83                         | Joris Buters (NED)         | DNF                        |
| 84                         | Beau van Izerloo (NED)     | DNF                        |
| 85                         | Boris Romers (NED)         | DNF                        |
| 86                         | Markus Skreen (NOR)        | DNF                        |
| 87                         | Sten Verzijl (NED)         | DNF                        |

| HRE Mazowsze Serce Polski MSP | HRE Mazowsze Serce Polski MSP | HRE Mazowsze Serce Polski MSP |
| ----------------------------- | ----------------------------- | ----------------------------- |
| Nr.                           | Rytter                        | Placering                     |
| 91                            | Filip Prokopyszyn (POL)       | DNF                           |
| 92                            | Paweł Bernas (POL)            | 44.                           |
| 94                            | Marcin Budziński (POL)        | DNF                           |
| 95                            | Tomasz Budziński (POL)        | DNF                           |
| 96                            | Karol Domagalski (POL)        | DNF                           |
| 97                            | Daniel Staniszewski (POL)     | 16.                           |

| Team Coop TCO | Team Coop TCO              | Team Coop TCO |
| ------------- | -------------------------- | ------------- |
| Nr.           | Rytter                     | Placering     |
| 101           | Tore Andre Aase Vabø (NOR) | 34.           |
| 102           | Fredrik Dversnes (NOR)     | 60.           |
| 103           | Jacob Eriksson (SWE)       | 35.           |
| 104           | Louis Bendixen (DEN)       | DQ            |
| 105           | Olav Hjemsæter (NOR)       | 28.           |
| 106           | Tord Gudmestad (NOR)       | DNS           |
| 107           | Kristian Aasvold (NOR)     | 70.           |

| À Bloc CT ABC | À Bloc CT ABC         | À Bloc CT ABC |
| ------------- | --------------------- | ------------- |
| Nr.           | Rytter                | Placering     |
| 111           | Lars Loohuis (NED)    | 29.           |
| 112           | Bodi del Grosso (NED) | 25.           |
| 113           | André Luijk (NED)     | DNF           |
| 114           | Adriaan Janssen (NED) | 17.           |
| 115           | Nils Sinschek (NED)   | 39.           |
| 116           | Mike Schuch (NED)     | DNF           |
| 117           | Aden Paterson (AUS)   | 18.           |

| Tarteletto-Isorex TIS | Tarteletto-Isorex TIS       | Tarteletto-Isorex TIS |
| --------------------- | --------------------------- | --------------------- |
| Nr.                   | Rytter                      | Placering             |
| 121                   | Alfdan De Decker (BEL)      | 40.                   |
| 122                   | Maxime De Poorter (BEL)     | 43.                   |
| 123                   | Gil D'Heygere (BEL)         | DNF                   |
| 124                   | Thomas Joseph (BEL)         | 10.                   |
| 125                   | Brent Van De Kerkhove (BEL) | 20.                   |
| 126                   | Enzo Wouters (BEL)          | 46.                   |
| 127                   | Thibau Verhofstadt (BEL)    | DNF                   |

| Allinq-Krush-De IJsselstreek ___ | Allinq-Krush-De IJsselstreek ___ | Allinq-Krush-De IJsselstreek ___ |
| -------------------------------- | -------------------------------- | -------------------------------- |
| Nr.                              | Rytter                           | Placering                        |
| 131                              | Tim Bierkens (NED)               | 49.                              |
| 132                              | Jelle Ter Weeme (NED)            | DNF                              |
| 133                              | Lars van Uum (NED)               | DNF                              |
| 134                              | Robin Lowik (NED)                | 14.                              |
| 135                              | Arne Peters (NED)                | DNF                              |
| 136                              | Dennis van der Horst (NED)       | DNF                              |
| 137                              | Maarten Vierhout (NED)           | DNF                              |

| IBT-BH Carl Ras ___ | IBT-BH Carl Ras ___          | IBT-BH Carl Ras ___ |
| ------------------- | ---------------------------- | ------------------- |
| Nr.                 | Rytter                       | Placering           |
| 141                 | Frederik Erringsø            | DNF                 |
| 142                 | Wincent Wallinder (SWE)      | DNF                 |
| 143                 | Frederik Thomsen             | DNF                 |
| 144                 | Gustav Johansson (SWE)       | DNF                 |
| 145                 | Nicholas Thorøe-Hansen (DEN) | DNF                 |
| 147                 | Marckus Njor                 | DNF                 |

| Team Sparekassen Vendsyssel Aalborg ___ | Team Sparekassen Vendsyssel Aalborg ___ | Team Sparekassen Vendsyssel Aalborg ___ |
| --------------------------------------- | --------------------------------------- | --------------------------------------- |
| Nr.                                     | Rytter                                  | Placering                               |
| 151                                     | Morten Gadgaard (DEN)                   | DNF                                     |
| 152                                     | Jacob Christian Vestergaard             | DNF                                     |
| 153                                     | Johannes Rom Dahl                       | 56.                                     |
| 154                                     | Alexandru Ionuț Antoniu (ROU)           | DNF                                     |
| 155                                     | Sebastian Ryttersgaard (DEN)            | 13.                                     |
| 156                                     | Thomas Koldkjær Decker                  | 48.                                     |
| 157                                     | Søren Vosgerau (DEN)                    | DNF                                     |

| CO:PLAY-Giant ___ | CO:PLAY-Giant ___        | CO:PLAY-Giant ___ |
| ----------------- | ------------------------ | ----------------- |
| Nr.               | Rytter                   | Placering         |
| 161               | Andreas Lund Andresen    | DNF               |
| 162               | Magnus Henneberg         | 24.               |
| 163               | Kristian Broløs Damgaard | DNF               |
| 164               | Daniel Stampe (DEN)      | 7.                |
| 165               | Rasmus Bøgh Wallin (DEN) | 23.               |
| 166               | Magnus Bak Klaris (DEN)  | 2.                |
| 167               | Jeppe Hanssing (DEN)     | DNF               |

| Dauner-AKKON TDA | Dauner-AKKON TDA       | Dauner-AKKON TDA |
| ---------------- | ---------------------- | ---------------- |
| Nr.              | Rytter                 | Placering        |
| 171              | Kieron Steinmann (GER) | 55.              |
| 172              | Dominik Bauer (GER)    | DNF              |
| 173              | Albert Gathemann (GER) | DNF              |
| 174              | Kilian Steigner (GER)  | 74.              |
| 175              | Jan-Marc Temmen (GER)  | DNS              |
| 176              | Roman Duckert (GER)    | DNF              |
| 177              | Moritz Plambeck (GER)  | 73.              |

| Team Kvickly Odder Elite ___ | Team Kvickly Odder Elite ___ | Team Kvickly Odder Elite ___ |
| ---------------------------- | ---------------------------- | ---------------------------- |
| Nr.                          | Rytter                       | Placering                    |
| 181                          | Stefan Ryom                  | DNF                          |
| 183                          | Lasse Mikkelsen              | DNF                          |
| 185                          | Andreas Aidel Brixen (DEN)   | 21.                          |
| 186                          | Mattias Nordal               | DNF                          |
| 187                          | Martin Szokody               | DNF                          |

| Start Cycling Team STF | Start Cycling Team STF       | Start Cycling Team STF |
| ---------------------- | ---------------------------- | ---------------------- |
| Nr.                    | Rytter                       | Placering              |
| 191                    | Jorge Peyrot Balvanera (MEX) | DNF                    |
| 192                    | José Eduardo Autran (CHI)    | 36.                    |
| 193                    | Reinier Honig (NED)          | DNF                    |
| 194                    | Ignacio Villanueva (ARG)     | DNF                    |
| 195                    | Griffin Easter (USA)         | DNF                    |

| Bache-JS.dk ___ | Bache-JS.dk ___      | Bache-JS.dk ___ |
| --------------- | -------------------- | --------------- |
| Nr.             | Rytter               | Placering       |
| 201             | Daniel Lyhne (DEN)   | 67.             |
| 202             | Oskar Hvid           | 72.             |
| 203             | Jacob Gye Madsen     | 31.             |
| 204             | Jeppe Andreasen      | DNF             |
| 205             | Sebastian Petersen   | 59.             |
| 206             | Peter Skov Lauritzen | DNF             |

| Team ABC Elite ___ | Team ABC Elite ___         | Team ABC Elite ___ |
| ------------------ | -------------------------- | ------------------ |
| Nr.                | Rytter                     | Placering          |
| 211                | Victor Grue Enggaard (DEN) | DNF                |
| 212                | Nicklas Jacobsen Nissen    | DNF                |
| 213                | Peter Sørensen             | DNF                |
| 214                | Mikkel Henningsen          | DNF                |
| 216                | Bjarke Bonke               | DNF                |

| Cykling Odense ___ | Cykling Odense ___     | Cykling Odense ___ |
| ------------------ | ---------------------- | ------------------ |
| Nr.                | Rytter                 | Placering          |
| 221                | Simon Bak (DEN)        | 45.                |
| 222                | Ian Millennium         | DNF                |
| 223                | Bjørn Andreassen (DEN) | DNF                |
| 225                | Karl-Erik Rosendahl    | DNF                |
| 226                | Sebastian Juul         | DNF                |
| 227                | Niels Bech Rasmussen   | 32.                |

| intet hold ___ | intet hold ___    | intet hold ___ |
| --- | ----------------- | -------------- |
| Nr. | Rytter            | Placering      |
| 231 | Jesper Ferm (SWE) | DNF            |
| Sportsdirektør: Michael Skelde, Christian Andersen, Christian Moberg, Christian Kofod Juul Andreasen, Henrik Egholm, Sjoerd van Ginneken, Wojciech Pawlak, Gilbert De Weerdt, Paul Tabak, Danny De Bie, Kasper Linde Jørgensen, Gerald Ciolek, Mauricio Frazer |                   |                |

| Sweden Cycling Academy ___ | Sweden Cycling Academy ___ | Sweden Cycling Academy ___ |
| -------------------------- | -------------------------- | -------------------------- |
| Nr.                        | Rytter                     | Placering                  |
| 232                        | Ludwig Fagerström (SWE)    | DNF                        |
| 233                        | Simon Cederfjord (SWE)     | DNF                        |
| 234                        | Erik Rindborg (SWE)        | DNF                        |
| 235                        | Johan Nyström (SWE)        | DNF                        |
| 236                        | Christian Karlenius (SWE)  | DNF                        |

| Topforex ATT Investments TFA | Topforex ATT Investments TFA | Topforex ATT Investments TFA |
| ---------------------------- | ---------------------------- | ---------------------------- |
| Nr.                          | Rytter                       | Placering                    |
| 241                          | Jiří Petruš (CZE)            | 19.                          |
| 242                          | Petr Klabouch (CZE)          | DNF                          |
| 243                          | Matúš Štoček (SVK)           | 51.                          |
| 244                          | Martin Voltr (CZE)           | DNF                          |
| 245                          | Marek Gajdula (SVK)          | DNF                          |
| 246                          | Tomáš Bárta (CZE)            | 50.                          |
| 247                          | Petr Fiala (CZE)             | 42.                          |

| Riwal Cycling Team RIW | Riwal Cycling Team RIW         | Riwal Cycling Team RIW |
| ---------------------- | ------------------------------ | ---------------------- |
| Nr.                    | Rytter                         | Placering              |
| 1                      | Kim Magnusson (SWE) (landevej) | 68.                    |
| 2                      | Nick van der Lijke (NED)       | 8.                     |
| 3                      | Lucas Eriksson (SWE)           | 69.                    |
| 4                      | Tobias Kongstad (DEN)          | 9.                     |
| 5                      | Jesper Schultz (DEN)           | 64.                    |
| 6                      | Elmar Reinders (NED)           | 5.                     |
| 7                      | Morten Nørtoft (DEN)           | DNF                    |

| Uno-X Pro Cycling Team UXT | Uno-X Pro Cycling Team UXT  | Uno-X Pro Cycling Team UXT |
| -------------------------- | --------------------------- | -------------------------- |
| Nr.                        | Rytter                      | Placering                  |
| 11                         | Syver Wærsted (NOR)         | DNF                        |
| 12                         | Kristian Kulset (NOR)       | 47.                        |
| 13                         | Morten Hulgaard (DEN)       | 52.                        |
| 14                         | Frederik Rodenberg (DEN)    | 30.                        |
| 15                         | Niklas Larsen (DEN)         | 3.                         |
| 16                         | Iver Skaarseth (NOR)        | 27.                        |
| 17                         | Johan Price-Pejtersen (DEN) | 41.                        |

| ColoQuick TCQ | ColoQuick TCQ                    | ColoQuick TCQ |
| ------------- | -------------------------------- | ------------- |
| Nr.           | Rytter                           | Placering     |
| 21            | Mads Andersen (DEN)              | 71.           |
| 22            | William Blume Levy (DEN)         | 66.           |
| 23            | Mads Østergaard Kristensen (DEN) | 1.            |
| 24            | Frederik Muff (DEN)              | 38.           |
| 25            | Oliver Wulff Frederiksen (DEN)   | 53.           |
| 26            | Nicolai Brøchner (DEN)           | 4.            |
| 27            | Jeppe Aaskov Pallesen (DEN)      | 15.           |

| BHS-PL Beton Bornholm BPC | BHS-PL Beton Bornholm BPC   | BHS-PL Beton Bornholm BPC |
| ------------------------- | --------------------------- | ------------------------- |
| Nr.                       | Rytter                      | Placering                 |
| 31                        | Martin Toft Madsen (DEN)    | DNF                       |
| 32                        | Joshua Gudnitz (DEN)        | 65.                       |
| 33                        | Mads Rahbek (DEN)           | 26.                       |
| 34                        | Emil Toudal (DEN)           | 22.                       |
| 35                        | Nils Lau Nyborg Broge (DEN) | 6.                        |
| 36                        | Adam Holm Jørgensen (DEN)   | 12.                       |
| 37                        | Benjamin Hertz (DEN)        | 62.                       |

| Restaurant Suri-Carl Ras SCC | Restaurant Suri-Carl Ras SCC | Restaurant Suri-Carl Ras SCC |
| ---------------------------- | ---------------------------- | ---------------------------- |
| Nr.                          | Rytter                       | Placering                    |
| 41                           | Mathias Larsen (DEN)         | 11.                          |
| 42                           | Sebastian Nielsen (DEN)      | DNF                          |
| 43                           | Peter Busk                   | DNF                          |
| 44                           | Sebastian Fini               | DNF                          |
| 45                           | Rasmus Hestbek Lund          | DNF                          |
| 46                           | Nils Eigil Bradtberg         | DNF                          |
| 47                           | Julius Nowak Dalner          | DNF                          |

| Herning CK Elite ___ | Herning CK Elite ___        | Herning CK Elite ___ |
| -------------------- | --------------------------- | -------------------- |
| Nr.                  | Rytter                      | Placering            |
| 51                   | Casper Kaysen               | DNF                  |
| 52                   | Rasmus Byriel Iversen (DEN) | 37.                  |
| 53                   | Jonas Nordal Jakobsen       | DNF                  |
| 54                   | Emil Vinther Schmidt        | DNF                  |
| 55                   | Mads Mosevang Pedersen      | DNF                  |
| 56                   | Jannik Nedergaard Nielsen   | DNF                  |
| 57                   | Rasmus Madsen               | DNF                  |

| O.B. Wiik-Dan Stillads ___ | O.B. Wiik-Dan Stillads ___    | O.B. Wiik-Dan Stillads ___ |
| -------------------------- | ----------------------------- | -------------------------- |
| Nr.                        | Rytter                        | Placering                  |
| 61                         | Peter Haslund (DEN)           | 33.                        |
| 62                         | Luis Carl Jørgensen           | DNF                        |
| 63                         | Mads Søgaard Mondrup          | 61.                        |
| 64                         | Frederik Uhre                 | DNF                        |
| 65                         | Jannik Ljungdahl              | DNF                        |
| 66                         | Kasper Due Kaspersen          | DNF                        |
| 67                         | Rasmus Søjberg Pedersen (DEN) | 57.                        |

| Give Elementer ___ | Give Elementer ___         | Give Elementer ___ |
| ------------------ | -------------------------- | ------------------ |
| Nr.                | Rytter                     | Placering          |
| 71                 | Thomas Bilde               | DNS                |
| 72                 | Jakob Bødker               | 58.                |
| 73                 | Jeppe Falk-Kristensen      | DNF                |
| 74                 | Jeppe Tolbøll              | DNF                |
| 75                 | Gustav Frederik Dahl (DEN) | 63.                |
| 76                 | Anders Bruun               | DNF                |

| Willebrord Wil Vooruit ___ | Willebrord Wil Vooruit ___ | Willebrord Wil Vooruit ___ |
| -------------------------- | -------------------------- | -------------------------- |
| Nr.                        | Rytter                     | Placering                  |
| 81                         | Christian Gorm Albrechtsen | DNF                        |
| 82                         | Kelvin Bakx (NED)          | 54.                        |
| 83                         | Joris Buters (NED)         | DNF                        |
| 84                         | Beau van Izerloo (NED)     | DNF                        |
| 85                         | Boris Romers (NED)         | DNF                        |
| 86                         | Markus Skreen (NOR)        | DNF                        |
| 87                         | Sten Verzijl (NED)         | DNF                        |

| HRE Mazowsze Serce Polski MSP | HRE Mazowsze Serce Polski MSP | HRE Mazowsze Serce Polski MSP |
| ----------------------------- | ----------------------------- | ----------------------------- |
| Nr.                           | Rytter                        | Placering                     |
| 91                            | Filip Prokopyszyn (POL)       | DNF                           |
| 92                            | Paweł Bernas (POL)            | 44.                           |
| 94                            | Marcin Budziński (POL)        | DNF                           |
| 95                            | Tomasz Budziński (POL)        | DNF                           |
| 96                            | Karol Domagalski (POL)        | DNF                           |
| 97                            | Daniel Staniszewski (POL)     | 16.                           |

| Team Coop TCO | Team Coop TCO              | Team Coop TCO |
| ------------- | -------------------------- | ------------- |
| Nr.           | Rytter                     | Placering     |
| 101           | Tore Andre Aase Vabø (NOR) | 34.           |
| 102           | Fredrik Dversnes (NOR)     | 60.           |
| 103           | Jacob Eriksson (SWE)       | 35.           |
| 104           | Louis Bendixen (DEN)       | DQ            |
| 105           | Olav Hjemsæter (NOR)       | 28.           |
| 106           | Tord Gudmestad (NOR)       | DNS           |
| 107           | Kristian Aasvold (NOR)     | 70.           |

| À Bloc CT ABC | À Bloc CT ABC         | À Bloc CT ABC |
| ------------- | --------------------- | ------------- |
| Nr.           | Rytter                | Placering     |
| 111           | Lars Loohuis (NED)    | 29.           |
| 112           | Bodi del Grosso (NED) | 25.           |
| 113           | André Luijk (NED)     | DNF           |
| 114           | Adriaan Janssen (NED) | 17.           |
| 115           | Nils Sinschek (NED)   | 39.           |
| 116           | Mike Schuch (NED)     | DNF           |
| 117           | Aden Paterson (AUS)   | 18.           |

| Tarteletto-Isorex TIS | Tarteletto-Isorex TIS       | Tarteletto-Isorex TIS |
| --------------------- | --------------------------- | --------------------- |
| Nr.                   | Rytter                      | Placering             |
| 121                   | Alfdan De Decker (BEL)      | 40.                   |
| 122                   | Maxime De Poorter (BEL)     | 43.                   |
| 123                   | Gil D'Heygere (BEL)         | DNF                   |
| 124                   | Thomas Joseph (BEL)         | 10.                   |
| 125                   | Brent Van De Kerkhove (BEL) | 20.                   |
| 126                   | Enzo Wouters (BEL)          | 46.                   |
| 127                   | Thibau Verhofstadt (BEL)    | DNF                   |

| Allinq-Krush-De IJsselstreek ___ | Allinq-Krush-De IJsselstreek ___ | Allinq-Krush-De IJsselstreek ___ |
| -------------------------------- | -------------------------------- | -------------------------------- |
| Nr.                              | Rytter                           | Placering                        |
| 131                              | Tim Bierkens (NED)               | 49.                              |
| 132                              | Jelle Ter Weeme (NED)            | DNF                              |
| 133                              | Lars van Uum (NED)               | DNF                              |
| 134                              | Robin Lowik (NED)                | 14.                              |
| 135                              | Arne Peters (NED)                | DNF                              |
| 136                              | Dennis van der Horst (NED)       | DNF                              |
| 137                              | Maarten Vierhout (NED)           | DNF                              |

| IBT-BH Carl Ras ___ | IBT-BH Carl Ras ___          | IBT-BH Carl Ras ___ |
| ------------------- | ---------------------------- | ------------------- |
| Nr.                 | Rytter                       | Placering           |
| 141                 | Frederik Erringsø            | DNF                 |
| 142                 | Wincent Wallinder (SWE)      | DNF                 |
| 143                 | Frederik Thomsen             | DNF                 |
| 144                 | Gustav Johansson (SWE)       | DNF                 |
| 145                 | Nicholas Thorøe-Hansen (DEN) | DNF                 |
| 147                 | Marckus Njor                 | DNF                 |

| Team Sparekassen Vendsyssel Aalborg ___ | Team Sparekassen Vendsyssel Aalborg ___ | Team Sparekassen Vendsyssel Aalborg ___ |
| --------------------------------------- | --------------------------------------- | --------------------------------------- |
| Nr.                                     | Rytter                                  | Placering                               |
| 151                                     | Morten Gadgaard (DEN)                   | DNF                                     |
| 152                                     | Jacob Christian Vestergaard             | DNF                                     |
| 153                                     | Johannes Rom Dahl                       | 56.                                     |
| 154                                     | Alexandru Ionuț Antoniu (ROU)           | DNF                                     |
| 155                                     | Sebastian Ryttersgaard (DEN)            | 13.                                     |
| 156                                     | Thomas Koldkjær Decker                  | 48.                                     |
| 157                                     | Søren Vosgerau (DEN)                    | DNF                                     |

| CO:PLAY-Giant ___ | CO:PLAY-Giant ___        | CO:PLAY-Giant ___ |
| ----------------- | ------------------------ | ----------------- |
| Nr.               | Rytter                   | Placering         |
| 161               | Andreas Lund Andresen    | DNF               |
| 162               | Magnus Henneberg         | 24.               |
| 163               | Kristian Broløs Damgaard | DNF               |
| 164               | Daniel Stampe (DEN)      | 7.                |
| 165               | Rasmus Bøgh Wallin (DEN) | 23.               |
| 166               | Magnus Bak Klaris (DEN)  | 2.                |
| 167               | Jeppe Hanssing (DEN)     | DNF               |

| Dauner-AKKON TDA | Dauner-AKKON TDA       | Dauner-AKKON TDA |
| ---------------- | ---------------------- | ---------------- |
| Nr.              | Rytter                 | Placering        |
| 171              | Kieron Steinmann (GER) | 55.              |
| 172              | Dominik Bauer (GER)    | DNF              |
| 173              | Albert Gathemann (GER) | DNF              |
| 174              | Kilian Steigner (GER)  | 74.              |
| 175              | Jan-Marc Temmen (GER)  | DNS              |
| 176              | Roman Duckert (GER)    | DNF              |
| 177              | Moritz Plambeck (GER)  | 73.              |

| Team Kvickly Odder Elite ___ | Team Kvickly Odder Elite ___ | Team Kvickly Odder Elite ___ |
| ---------------------------- | ---------------------------- | ---------------------------- |
| Nr.                          | Rytter                       | Placering                    |
| 181                          | Stefan Ryom                  | DNF                          |
| 183                          | Lasse Mikkelsen              | DNF                          |
| 185                          | Andreas Aidel Brixen (DEN)   | 21.                          |
| 186                          | Mattias Nordal               | DNF                          |
| 187                          | Martin Szokody               | DNF                          |

| Start Cycling Team STF | Start Cycling Team STF       | Start Cycling Team STF |
| ---------------------- | ---------------------------- | ---------------------- |
| Nr.                    | Rytter                       | Placering              |
| 191                    | Jorge Peyrot Balvanera (MEX) | DNF                    |
| 192                    | José Eduardo Autran (CHI)    | 36.                    |
| 193                    | Reinier Honig (NED)          | DNF                    |
| 194                    | Ignacio Villanueva (ARG)     | DNF                    |
| 195                    | Griffin Easter (USA)         | DNF                    |

| Bache-JS.dk ___ | Bache-JS.dk ___      | Bache-JS.dk ___ |
| --------------- | -------------------- | --------------- |
| Nr.             | Rytter               | Placering       |
| 201             | Daniel Lyhne (DEN)   | 67.             |
| 202             | Oskar Hvid           | 72.             |
| 203             | Jacob Gye Madsen     | 31.             |
| 204             | Jeppe Andreasen      | DNF             |
| 205             | Sebastian Petersen   | 59.             |
| 206             | Peter Skov Lauritzen | DNF             |

| Team ABC Elite ___ | Team ABC Elite ___         | Team ABC Elite ___ |
| ------------------ | -------------------------- | ------------------ |
| Nr.                | Rytter                     | Placering          |
| 211                | Victor Grue Enggaard (DEN) | DNF                |
| 212                | Nicklas Jacobsen Nissen    | DNF                |
| 213                | Peter Sørensen             | DNF                |
| 214                | Mikkel Henningsen          | DNF                |
| 216                | Bjarke Bonke               | DNF                |

| Cykling Odense ___ | Cykling Odense ___     | Cykling Odense ___ |
| ------------------ | ---------------------- | ------------------ |
| Nr.                | Rytter                 | Placering          |
| 221                | Simon Bak (DEN)        | 45.                |
| 222                | Ian Millennium         | DNF                |
| 223                | Bjørn Andreassen (DEN) | DNF                |
| 225                | Karl-Erik Rosendahl    | DNF                |
| 226                | Sebastian Juul         | DNF                |
| 227                | Niels Bech Rasmussen   | 32.                |

| intet hold ___ | intet hold ___    | intet hold ___ |
| --- | ----------------- | -------------- |
| Nr. | Rytter            | Placering      |
| 231 | Jesper Ferm (SWE) | DNF            |
| Sportsdirektør: Michael Skelde, Christian Andersen, Christian Moberg, Christian Kofod Juul Andreasen, Henrik Egholm, Sjoerd van Ginneken, Wojciech Pawlak, Gilbert De Weerdt, Paul Tabak, Danny De Bie, Kasper Linde Jørgensen, Gerald Ciolek, Mauricio Frazer |                   |                |

| Sweden Cycling Academy ___ | Sweden Cycling Academy ___ | Sweden Cycling Academy ___ |
| -------------------------- | -------------------------- | -------------------------- |
| Nr.                        | Rytter                     | Placering                  |
| 232                        | Ludwig Fagerström (SWE)    | DNF                        |
| 233                        | Simon Cederfjord (SWE)     | DNF                        |
| 234                        | Erik Rindborg (SWE)        | DNF                        |
| 235                        | Johan Nyström (SWE)        | DNF                        |
| 236                        | Christian Karlenius (SWE)  | DNF                        |

| Topforex ATT Investments TFA | Topforex ATT Investments TFA | Topforex ATT Investments TFA |
| ---------------------------- | ---------------------------- | ---------------------------- |
| Nr.                          | Rytter                       | Placering                    |
| 241                          | Jiří Petruš (CZE)            | 19.                          |
| 242                          | Petr Klabouch (CZE)          | DNF                          |
| 243                          | Matúš Štoček (SVK)           | 51.                          |
| 244                          | Martin Voltr (CZE)           | DNF                          |
| 245                          | Marek Gajdula (SVK)          | DNF                          |
| 246                          | Tomáš Bárta (CZE)            | 50.                          |
| 247                          | Petr Fiala (CZE)             | 42.                          |